# Tjesnac Irbe
Tjesnac Irbe (est. Kura kurk, let.: Irbes jūras šaurums, liv.: Sūr mer) zaljev je u Baltičkome moru koji razdvaja otok Saaremaa u Zapadnoestonskome otočju u Estoniji od Kurlandije u Latviji, a spaja Riški zaljev i Baltičko more,

## Obilježja
Tjesnac je širok 27 km, dubok do 30 metara, a na plovnom putu dubina mu je do 20 m.
Tjesnac Irbe povezuje Riški zaljev s Baltičkim morem.

## Vanjske poveznice
- Kura kurk (est.)